# Orquestra Orff do Porto

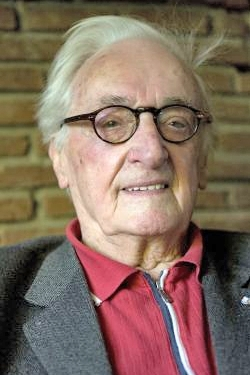
Pierre van Hauwe

A Orquestra Orff do Porto é uma formação musical portuguesa inspirada no pensamento filosófico e musical de Carl Orff e sediada no Instituto Orff do Porto, localizado na freguesia portuense de Paranhos.
A Orquestra Orff do Porto deu os primeiros passos na temporada de 1986-1987, seguindo a visão metodológica e didáctica de Pierre van Hauwe e o trabalho pedagógico de três professores. Na sua actual constituição a formação musical congrega cerca de 130 jovens cujas idades oscilam entre os 8 e os 22 anos. Para além do instrumental Orff (lâminas e flautas de bisel) encontram-se representados na OOP todos os instrumentos tradicionais de orquestra (cordas, sopros, etc.), compondo-se assim um universo tímbrico extremamente rico e potenciador de novos horizontes e linguagens.

## Ensemble
Este trabalho, para além de espelhar toda uma metodologia de ensino da música de conjunto, é sobretudo uma valiosa ferramenta de divulgação musical junto das camadas mais jovens, contribuindo directamente para a formação de um número cada vez maior de músicos e para o alargamento de um público consumidor, de qualidade.  
O Ensemble representa o perfil musical da Orquestra Orff do Porto à escala de um agrupamento de câmara. A grande plasticidade da sua formação empresta-lhe uma sonoridade original e permite a recriação de clássicos da composição musical. Dá-se assim a oportunidade aos elementos mais avançados de exprimirem as suas capacidades técnicas e artísticas, ao mesmo tempo que se lhes propõe, continuamente, novos desafios e renovadas "aventuras" musicais.
Centrando o seu reportório nos séculos XVII e XVIII, esta pequena orquestra não enjeita a abordagem da música antiga e, mais recentemente, de grandes momentos dos períodos moderno e contemporâneo. Assim sendo, através de adaptações cuidadas à sua instrumentação, o Ensemble possibilita aos seus jovens elementos o contacto com formas musicais elaboradas tais como a sinfonia, o concerto, a oratória, a ópera ou a suite de bailado.

## Grupo de Percussão
O Grupo de Percussão baseia a sua sonoridade exclusivamente nos instrumentos de percussão e busca o seu reportório na obra legada por Carl Orff e seus discípulos, com destaque para o mestre Pierre van Hauwe, ou em obras especialmente compostas para este agrupamento, ousando mesmo enveredar por formas musicais mais complexas, como o concerto.